# Estación San Rosendo
San Rosendo es una estación ferroviaria ubicada en la comuna homónima de Chile, que construida junto con el Ferrocarril Talcahuano - Chillán y Angol, es inaugurada en 1873. Construida por la continuación del tramo Ferrocarril Santiago - Curicó, Luego pasó a formar parte de la Red Sur de Ferrocarriles del Estado, y es cabecera del Ramal San Rosendo-Talcahuano. Desde mayo de 2023 es catalogada como Patrimonio Histórico.

## Historia

### SigloXIX
El ramal Chillán–Talcahuano inició su construcción en 1869, constituyendo un avance significativo para el área, ya que eventualmente vinculó a San Rosendo y Angol. El 10 de junio de 1872 se inaugura segmento que unía Chillán con Talcahuano, incluyendo una estación para la localidad de San Rosendo. La estación de San Rosendo se inauguró en 1873, integrándose en la red sur.
El 10 de noviembre de 1894, el estado adquirió un terreno de más de 13 hectáreas, estableciendo una estación y oficinas de ferrocarriles. Entre 1889 y 1890, se edificó el puente ferroviario que enlazaría a San Rosendo con Laja.

### SigloXX
El 3 de agosto de 1923 se autorizan los trabajos para la reparación de la casa de máquinas de la estación. En 1929, comenzó la edificación de un conjunto de construcciones industriales en San Rosendo, diseñadas para satisfacer las necesidades de mantenimiento de los trenes a vapor de la época. Estas construcciones incluían la casa de máquinas y la carbonera, además de otras instalaciones destinadas al personal ferroviario. Las obras concluyeron en 1934. El terremoto de Chillán de 1939 destruyó completamente la infraestructura de la estación; para 1948 el edificio de la estación no había sido reconstruido.
No obstante, la actividad ferroviaria en Chile empezó a disminuir de manera progresiva en la década de 1970, ocasionando una crisis en San Rosendo. Con el paso del tiempo, las instalaciones del complejo entraron en un estado de abandono y deterioro.
En la década de 1990 inician las operaciones del Corto Laja.[cita requerida]

### SigloXXI
En el año 2002, empieza a tener detención el nuevo servicio Automotor Nocturno Alameda-Talcahuano, en reemplazo del Antiguo Rápido del Biobío.
En 2013 se dieron inicio a obras de trabajo, y a principios de 2014 fue finalizada la nueva estación de San Rosendo, la cual fue parte de una etapa de remodelación de las estaciones del servicio Corto Laja. Esta se ubica a solo unos metros al sur de lo que fue la antigua estación, cuenta con un único andén de aproximadamente 80 metros de largo y un pequeño edificio como zona de espera para los pasajeros. El 20 de mayo de 2018, a un costado de la Carbonera, frente a la población 25 de Octubre de San Rosendo, durante mayo y junio se presentó el cantautor chileno Chinoy, en el marco de su «Gira Despedido». La actividad, organizada por el proyecto Trenzando y la Municipalidad de San Rosendo, crearon espacios de cultura y potenciar las expresiones artísticas de la comuna los fines de semana.
En mayo de 2019 se anuncia que parte de la infraestructura de la estación será rehabilitada como un Paseo Ferroviario que tendrá fines sociales y culturales.
Durante los meses de enero y febrero de 2020, EFE organizó 6 servicios entre estación Alameda en Santiago y la estación Concepción. El servicio tuvo detenciones intermedias en la estación de Yumbel y la estación de San Rosendo.
En la actualidad San Rosendo conserva elementos monumentales como la casa de máquinas y la carbonera, que son únicas en su tipo en Chile y Sudamérica. En mayo de 2023 el complejo ferroviario es declarado como monumento histórico nacional.
En octubre de 2024 un incendio afectó a un vagón del tren AEL-36 que se encontraba estacionado frente a la estación. El siniestro generó alarma entre los vecinos del sector. El fuego se habría propagado con rapidez, comprometiendo parte de la estructura del vagón antes de ser controlado por personal de Bomberos.

## Infraestructura

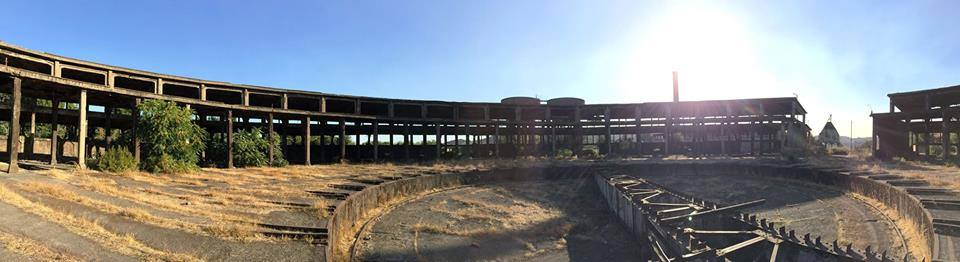
Tornamesa y casa de máquinas de la estación (2015).

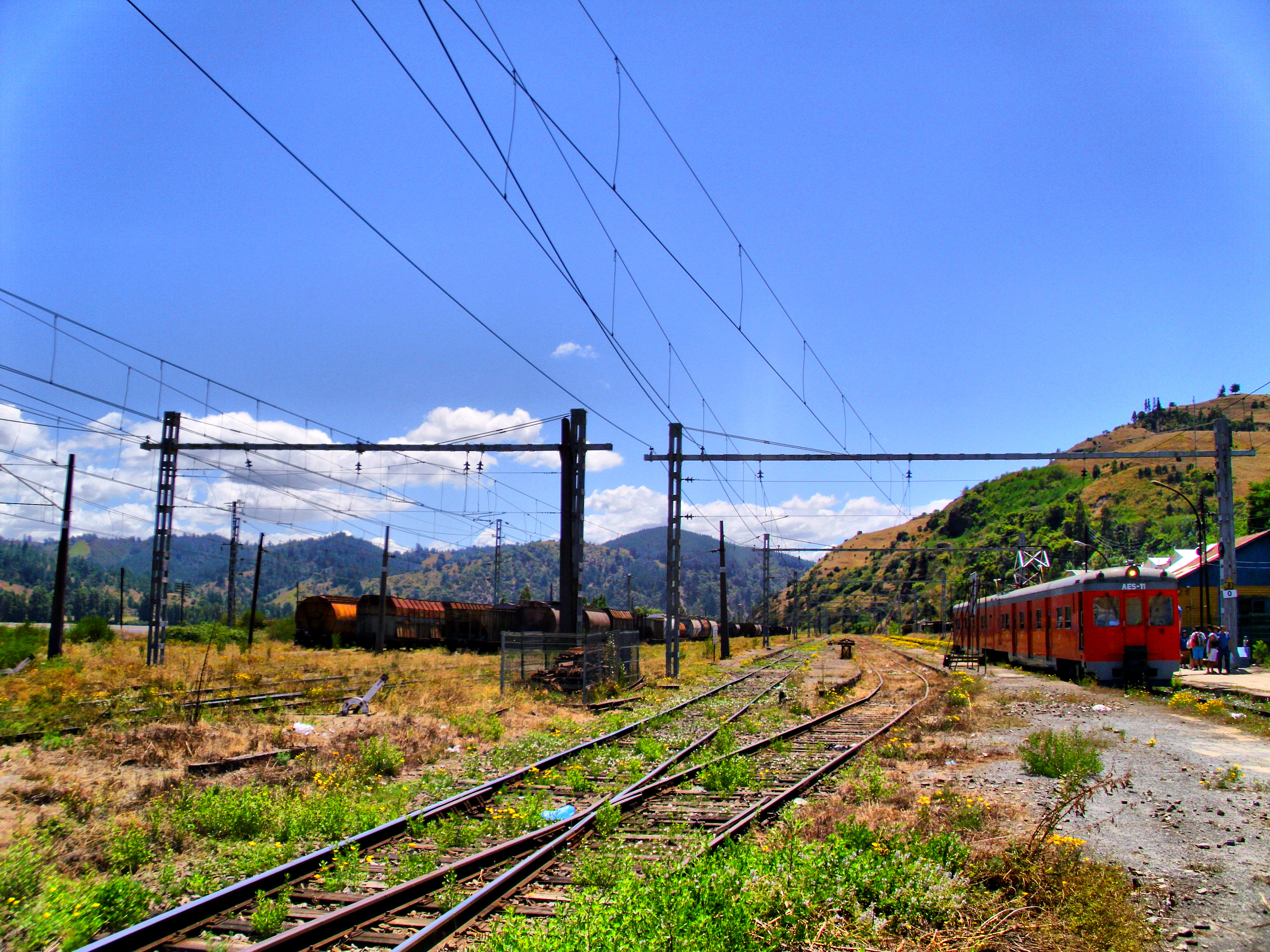
Patio de maniobras de la estación (2011).

El patio de la estación de San Rosendo es grande, debido a la gran importancia que revistió en el pasado dentro de la Red Sur. El conjunto se compone del triángulo formado por la actual Vía Troncal de la Red Sur y las vías que conformaron antiguamente el ferrocarril Talcahuano - Chillán y Angol.
En el lado norte se ubica el cerro que cobija a San Rosendo, al oriente se ubica un Estadio, y al poniente se ubica el conjunto de la Casa de Máquinas e instalaciones de Maestranza, hoy sin utilización. En el vértice oriente se encuentra la vía hacia el norte, en el vértice poniente el Patio San Rosendo con su edificio estación ubicada en la salida de las vías hacia Talcahuano y en el vértice sur el Puente Ferroviario La Laja, que conduce hacia La Laja, capital de la comuna de Laja.
Hacia el poniente se encuentra el Patio de San Rosendo. En su zona sur se encuentra el patio de carga, dentro del que destaca La Carbonera, cercano a la Casa de Máquinas. Dentro de este conjunto se encuentra estacionado el automotor AM 21, el cual fue incendiado, y la locomotora eléctrica 3012, accidentada con un carro plano.[¿cuándo?] En la parte norte se encuentra el patio de pasajeros en donde está la casa estación y otras instalaciones ferroviarias. Hacia el noroeste, se ubican los restos del antiguo edificio estación de San Rosendo. En las vías de este sector se encuentra el grupo pescante apostado en esta estación. Un poco más al oeste se encuentra la Cabina de Movilización de San Rosendo, que no está operativa.

### Museo ferroviario San Rosendo
En el centro del Triángulo conformado por las vías con dirección hacia Santiago, Talcahuano y Puerto Montt se encuentra una muestra compuesta por dos locomotoras a vapor. Un pescante vapor, un carro bodega, el automotor AM 12 (actual UR 2), una serie de otras piezas ferroviarias y una pequeña plazoleta que integra el conjunto. También se encuentra una Oficina de Tráfico de EFE, encargada de otorgar las movilizaciones de los servicios regionales y Largo Recorrido.

## Servicios

### Anteriores
Para 1899 la estación recibía detenciones de los servicios N°12, N°1, N°26, N°40, N°48, N°50 y N°68, siendo la estación con más cantidad de detenciones en el tramo de Talca hacia el sur del país. En 1948 cruzaban por la estación, entre otros, el nocturno de Santiago a Talcahuano, el tren denominadovaldiviano, que parte de Talcahuano a Valdivia, el temucano, que corre de Temuco a Talcahuano, y que tiene combinación con Santiago. Para la década de 1950, llegó a ser punto de detención para cerca de 50 servicios de pasajeros durante algunos días de la semanas.
En más recientes fechas, fue parte del servicio Automotor a Talcahuano, el Tren Santiago-Concepción y de los servicios Servicio Hualqui-Laja y Servicio Talcahuano-Renaico, todos los actuales se encuentran suspendidos indefinidamente.

### Actuales
Desde la década de 1990 la estación presta servicios entre Talcahuano, Concepción y Laja. Es para el 1 de mayo de 2008 que inician los servicios del actual tren Talcahuano-Laja. El servicio presta ocho servicios diarios.